# (31662) 1999 HP11
(31662) 1999 HP11 est un astéroïde Apollon découvert en 1999.

## Description
(31662) 1999 HP11 a été découvert le 19 avril 1999 à l'observatoire de Kitt Peak, situé dans l'Arizona (États-Unis), par le projet Spacewatch de l’université de l'Arizona.

### Caractéristiques orbitales
L'orbite de cet astéroïde est caractérisée par un demi-grand axe de 1,60 ua, un périhélie de 0,72 ua, une excentricité de 0,55 et une inclinaison de 18,81° par rapport à l'écliptique. Du fait de ces caractéristiques, à savoir un demi-grand axe supérieur à 1 ua et un périhélie inférieur à 1,017 ua, il est classé comme astéroïde Apollon.

### Caractéristiques physiques
(31662) 1999 HP11 a une magnitude absolue (H) de 19,4 et un albédo estimé à 0,082.